# Walther Moede

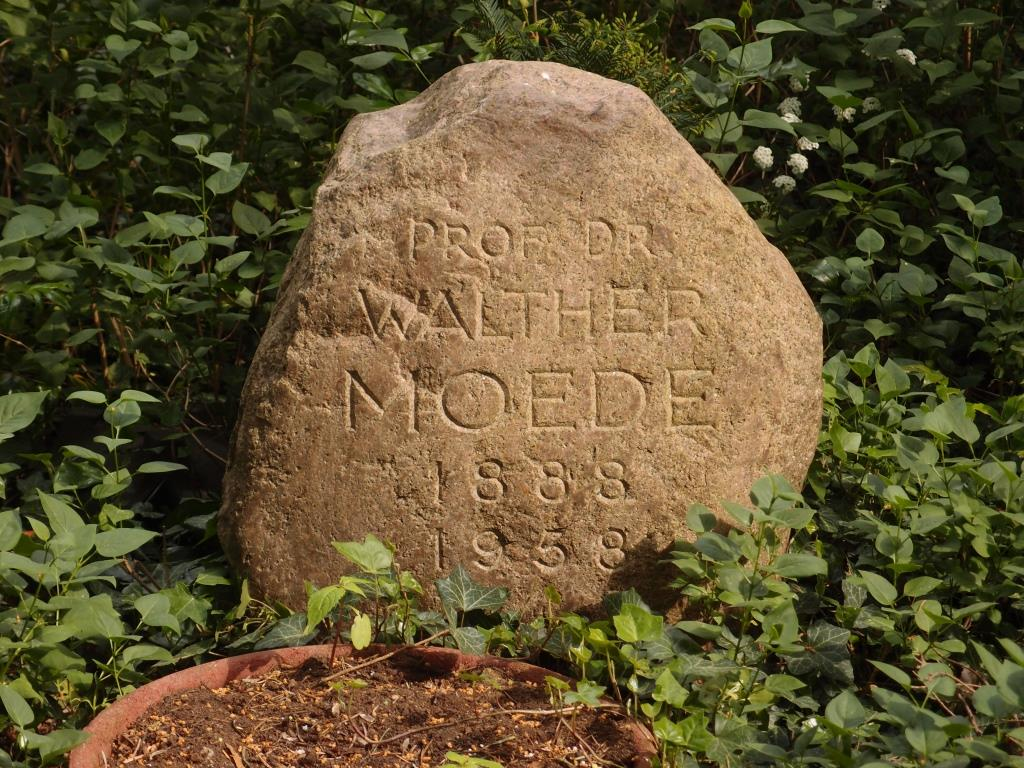
Grab von Walther Moede auf dem Friedhof In den Kisseln in Berlin-Spandau.

Walther Moede (* 3. September 1888 in Sorau, Niederlausitz; † 30. Mai 1958 in Berlin) war ein deutscher Arbeitspsychologe und Hochschullehrer. Er war einer der Begründer der Wirtschaftspsychologie und Psychotechnik.

## Leben
Walther Moede war der Sohn des Sorauer Schulrektors Karl Moede. Ab 1907 studierte er Philosophie, Psychologie und Pädagogik in Straßburg, Leipzig und Berlin. Mit der Arbeit Gedächtnis in Psychologie, Physiologie und Biologie wurde er 1911 bei Ernst Meumann an der Universität Leipzig zum Doktor der Philosophie promoviert. Anschließend arbeitete er als Assistent bei Wilhelm Wundt am Institut für Experimentelle Psychologie in Leipzig.
Ab 1915 führte er in Potsdam Eignungstests für Militärkraftfahrer durch. An der Technischen Hochschule Berlin-Charlottenburg habilitierte er sich im November 1918 mit der Schrift Experimentelle Gruppenpsychologie, die bereits vor dem Ersten Weltkrieg verfasst und 1920 unter dem Titel Experimentelle Massenpsychologie – Beiträge zur Experimentalpsychologie der Gruppe veröffentlicht wurde, für Psychotechnik der industriellen Arbeit.
1918 gründete er mit Georg Schlesinger das Institut für industrielle Psychotechnik an der Technischen Hochschule Berlin-Charlottenburg und lehrte dort Arbeits- und Wirtschaftspsychologie, ab 1919 als hauptamtlicher Dozent und von 1921 bis 1945 als außerordentlicher Professor an der Fakultät für Maschinenwesen. Außerdem war er Leiter des Instituts für Wirtschaftspsychologie an der Handelshochschule Berlin. Es entstand 1920 und war das erste spezialisierte Forschungsinstitut auf diesem Gebiet.
Er war 1919 Begründer und bis 1923 Herausgeber der Zeitschrift Praktische Psychologie sowie von 1924 bis 1944 Herausgeber deren Nachfolgerin Industrielle Psychotechnik. Beide befassten sich mit Problemen der Werbepsychologie.  Moede trat April 1933 der NSDAP bei (Mitgliedsnummer 2.593.310).
Von 1950 bis 1951 war er Professor für Arbeitspsychologie an der Humboldt-Universität zu Berlin. Von 1951 bis 1958 unterrichtete er an der Verwaltungsakademie Berlin im Westteil der Stadt. Seine 1958 erschienene Monografie Psychologie des Berufs- und Wirtschaftslebens wurde ins Spanische übersetzt. Floyd Allport entwickelte auf der Grundlage der Experimentellen Massenpsychologie Moedes die Experimentelle Sozialpsychologie.

## Schriften
- Die Experimentalpsychologie im Dienste des Wirtschaftslebens. Springer, Berlin 1919.
- Experimentelle Massenpsychologie. Hirzel, Leipzig 1920.
- Lehrbuch der Psychotechnik. Springer, Berlin 1930.
- Psychologie des Berufs- und Wirtschaftslebens. De Gruyter, Berlin 1958.